# Discografia de Monsta X
O grupo sul-coreano, Monsta X, produzido e gerenciado pela Starship Entertainment estreou em 2015 e lançou atualmente um álbum de estúdio, quatro extended plays, um DVD e mais de dez videoclipes e onze singles. Também fizeram parte de duas trilha sonoras de dramas coreanos e de um jogo eletrônico.
Em maio de 2015, Monsta X lançou seu EP, Trespass, que alcançou o quinto lugar no Gaon Album Chart. O único single "Trespass" alcançou o número 148 na Gaon Digital Chart. O segundo EP, Rush, do grupo foi lançado em setembro de 2015, que continha o segundo single do mesmo nome. Um segundo single foi lançado, chamado "Hero". Em 2016 lançaram seu terceiro EP, The Clan Part. 1 Lost e que teve como singles singles "All In" e "Ex Girl", com participação de Wheein do grupo Mamamoo. The Clan Part. 2 Guilty, foi seu quarto EP lançado meses depois e teve como single "Fighter".
O primeiro álbum de estúdio do grupo, The Clan Part. 2.5 Beautiful, foi lançado em março de 2017 e a última parte da série "The Clan". O single, "Beautiful", estreou no quarta posição do gráfico de vendas da Billboard World Digital Song Sales. O álbum foi mais tarde re-lançado como Shine Forever e atingiu o primeiro lugar no Gaon Weekly Chart.
Uma versão japonesa de "Hero" foi lançada em maio de 2017. É o primeiro lançamento de língua japonesa do Monsta X e atingiu a segunda posição no Oricon Chart em mídia físicas e a terceira digitalmente na Billboard Japan. Eles então lançaram seu segundo single japonês "Beautiful" em agosto de 2017. Em 31 de janeiro de 2018, eles lançaram sua primeira música original japonesa chamada "Spotlight" e alcançaram o primeiro lugar na parada de singles da Oricon. Em 25 de abril do mesmo ano, seu primeiro álbum em japonês, "Piece", foi lançado.

## Álbuns

### Álbuns de estúdio
| Título                        | Informações do álbum | Melhores posições nas paradas | Melhores posições nas paradas | Melhores posições nas paradas | Melhores posições nas paradas | Vendas                                      |
| Título                        | Informações do álbum | KOR Gaon                      | JPN Oricon                    | US Heat                       | US World                      | Vendas                                      |
| Coreano                       | Coreano | Coreano                       | Coreano                       | Coreano                       | Coreano                       | Coreano                                     |
| ----------------------------- | --- | ----------------------------- | ----------------------------- | ----------------------------- | ----------------------------- | ------------------------------------------- |
| The Clan Part. 2.5: Beautiful | - Lançamento: 21 de março de 2017 - Gravadora: Starship Entertainment, LOEN Entertainment - Formatos: CD, download digital | 2                             | 26                            | 10                            | 1                             | - KOR: 197,498+ - JPN: 11,066+ - US: 2,000+ |
| The Clan Part. 2.5: Beautiful | - Relançamento: 19 de junho de 2017 - Gravadora: Starship Entertainment, LOEN Entertainment - Formatos: CD, download digital | 1                             | —                             | —                             | 10                            | - KOR: 197,498+ - JPN: 11,066+ - US: 2,000+ |
| Take.1 Are You There?         | - Lançamento: 22 de outubro de 2018 - Gravadora: Starship Entertainment - Formatos: CD, download digital Lista de músicas 1. Intro: Are You There? 2. Underwater 3. Shoot Out 4. Heart Attack 5. 널하다 6. 어디서 뭐해 7. Oh My! 8. Myself 9. By My Side 10. Spotlight (Korean version) | 1                             | 7                             | 6                             | 7                             | - KOR: 234,680 - JPN: 10,592                |
| Japonês                       | |                               |                               |                               |                               | - KOR: 234,680 - JPN: 10,592                |
| Piece                         | - Lançamento: 25 de Abril, 2018 - Gravadora: Mercury Tokyo, Universal Music Japan - Formatos: CD+DVD, CD, digital download Lista de músicas 1. KILLIN' ME 2. SHINE FOREVER (Japanese ver.) 3. STUCK (Japanese ver.) 4. Ready or Not (Japanese ver.) 5. HERO (Japanese ver.) 6. SPOTLIGHT 7. Aura 8. Beautiful (Japanese ver.) 9. PUZZLE 10. #GFYL | —                             | 3                             | —                             | —                             | - JPN: 48,666                               |
| Phenomenon                    | - Lançamento: 21 de Agosto, 2019 - Gravadora: Universal Music Japan - Formatos: CD, digital download, CD+DVD, streaming audio Lista de músicas 1. X-Phenomenon 2. Livin' It Up 3. My Beast 4. Alligator (Japanese ver.) 5. Shoot Out (Japanese ver.) 6. Black Swan 7. Flash Back 8. Swish 9. Carry On 10. Champagne (Limited Edition A) 11. Polaroid (Limited Edition B) 12. Thriller (Normal Edition)                                                                                         | _                             | 2                             | _                             | _                             | - JPN: 56,244                               |
| Inglês                        | |                               |                               |                               |                               |                                             |
| All About Luv                 | - Lançamento: 14 de Fevereiro, 2020 - Gravadora: Epic - Formatos: CD, digital download, streaming audio Lista de músicas 1. Who Do U Love? (featuring French Montana) 2. Love U 3. Happy Without Me 4. Got My Number 5. Someone's Someone 6. Middle of the Night 7. She's the One 8. You Can't Hold My Heart 9. Misbehave 10. Beside U (featuring Pitbull) 11. Who Do U Love? (featuring French Montana) (will.i.am remix) 12. Beside U (I.M. rap version; featuring Pitbull) Extended Version | _                             | 18                            | _                             | _                             | - JPN: 1,365 (Phy.) - US: 50,000            |

Notas
1. ↑  O álbum foi relançado sob o título de Shine Forever.

### Extended plays
| Título                                                                             | Informações do álbum | Melhores posições nas paradas | Melhores posições nas paradas | Melhores posições nas paradas | Melhores posições nas paradas | Vendas                                         |
| Título                                                                             | Informações do álbum | KOR Gaon                      | JPN Oricon                    | US Heat                       | US World                      | Vendas                                         |
| ---------------------------------------------------------------------------------- | --- | ----------------------------- | ----------------------------- | ----------------------------- | ----------------------------- | ---------------------------------------------- |
| Trespass                                                                           | - Lançamento: 14 de maio 2015 - Gravadora: Starship Entertainment, LOEN Entertainment - Formatos: CD, download digital       | 5                             | 168                           | —                             | —                             | - KOR: 38,466+ - JPN: 336+                     |
| Rush                                                                               | - Lançamento: 7 de setembro de 2015 - Gravadora: Starship Entertainment, LOEN Entertainment - Formatos: CD, download digital | 3                             | 110                           | —                             | —                             | - KOR: 67,733+ - JPN: 1,785+                   |
| The Clan Part. 1 Lost                                                              | - Lançamento: 18 de maio de 2016 - Gravadora: Starship Entertainment, LOEN Entertainment - Formatos: CD, download digital    | 3                             | 37                            | —                             | 5                             | - KOR: 91,220+ - JPN: 6,797+                   |
| The Clan Part. 2 Guilty                                                            | - Lançamento: 4 de outubro de 2016 - Gravadora: Starship Entertainment, LOEN Entertainment - Formatos: CD, download digital  | 2                             | 30                            | 16                            | 3                             | - KOR: 100,358+ - JPN: 5,263+                  |
| The Code                                                                           | - Lançamento: 7 de novembro de 2017 - Gravadora: Starship Entertainment, LOEN Entertainment - Formatos: CD, download digital | 1                             | 16                            | 12                            | 2                             | - KOR: 162,377+ - JPN: 5,006+                  |
| The Connect: Dejavu                                                                | - Lançamento: 26 de março de 2018 - Gravadora: Starship Entertainment, - Formatos: CD, download digital                      | 2                             | 23                            | 8                             | 2                             | - KOR:172,006 - JPN: 4,714 - US: 2,000+        |
| Follow: Find You                                                                   | - Released: October 28, 2019 - Label: Starship Entertainment - Formats: CD, digital download, streaming audio                | 1                             | 9                             | 15                            | 10                            | - KOR: 233,905 - JPN: 9,785 (Phy.) - US: 1,000 |
| Fantasia X                                                                         | - Released: May 11, 2020 - Label: Starship Entertainment - Formats: CD, digital download, streaming audio                    | TBA                           | TBA                           | TBA                           | TBA                           | TBA                                            |
| "—" significa que não foi encontrado informações ou não foi lançado em tal região. | |                               |                               |                               |                               |                                                |

### Álbuns singles
| Título    | Informações do álbum | Melhores posições nas paradas | Melhores posições nas paradas | Vendas         |
| Título    | Informações do álbum | JPN Oricon                    | JPN Singles                   | Vendas         |
| Japonês   | Japonês | Japonês                       | Japonês                       | Japonês        |
| --------- | --- | ----------------------------- | ----------------------------- | -------------- |
| Hero      | - Lançamento: 17 de maio de 2017 - Gravadora: Universal Music Japan, Mercury Tokyo - Formatos: CD, DVD, download digital    | 2                             | 2                             | - JPN: 69,713+ |
| Beautiful | - Lançamento: 23 de agosto de 2017 - Gravadora: Universal Music Japan, Mercury Tokyo - Formatos: CD, DVD, download digital  | 2                             | 1                             | - JPN: 68,218+ |
| Spotlight | - Lançamento: 31 de janeiro de 2018 - Gravadora: Universal Music Japan, Mercury Tokyo - Formatos: CD, DVD, download digital | 2                             | 2                             | - JPN: 94,651+ |

## Singles
| Ano     | Título                                                                            | Melhores posições nas paradas | Melhores posições nas paradas | Melhores posições nas paradas | Vendas                | Álbum                               |
| Ano     | Título                                                                            | KOR Gaon                      | US World                      | JPN Hot 100                   | Vendas                | Álbum                               |
| Coreano | Coreano                                                                           | Coreano                       | Coreano                       | Coreano                       | Coreano               | Coreano                             |
| ------- | --------------------------------------------------------------------------------- | ----------------------------- | ----------------------------- | ----------------------------- | --------------------- | ----------------------------------- |
| 2015    | "Trespass"                                                                        | 148                           | 14                            | —                             | - KOR (DL): 22,317+   | Trespass                            |
| 2015    | "Rush"                                                                            | 139                           | —                             | —                             | - KOR (DL): 20,090+   | Rush                                |
| 2015    | "Hero"                                                                            | 250                           | 12                            | —                             | - KOR (DL): 9,014+    | Rush                                |
| 2016    | "Ex Girl" (ft. Wheein do Mamamoo)                                                 | 118                           | —                             | —                             | - KOR (DL): 23,301    | The Clan Part. 1 Lost               |
| 2016    | "All In"                                                                          | 159                           | 6                             | —                             | - KOR (DL): 15,614+   | The Clan Part. 1 Lost               |
| 2016    | "Fighter"                                                                         | 217                           | 8                             | —                             | - KOR (DL): 8,871+    | The Clan Part. 2 Guilty             |
| 2017    | "Beautiful"                                                                       | 101                           | 4                             | —                             | - KOR (DL): 14,394+   | The Clan Part. 2.5: Beautiful       |
| 2017    | "Shine Forever"                                                                   | —                             | 4                             | —                             | —                     | Shine Forever                       |
| 2017    | "Newton"                                                                          | —                             | 8                             | —                             | —                     | Single digital                      |
| 2017    | "Dramarama"                                                                       | —                             | 7                             | —                             | —                     | The Code                            |
| 2017    | "Lonely Christmas"                                                                | —                             | —                             | —                             | Single digital        |                                     |
| 2018    | "Jealousy"                                                                        | —                             | 4                             | —                             | - US: 1,000           | The Connect: Dejavu                 |
| 2018    | "Shoot Out"                                                                       | —                             | 5                             | —                             | N/A                   | Take.1 Are You There?               |
| 2019    | "Alligator"                                                                       | 133                           | 5                             | 41                            | N/A                   | Take.2 We Are Here                  |
| 2019    | "Find You"                                                                        | _                             | 21                            | _                             | N/A                   | Follow - Find You                   |
| 2019    | "Follow"                                                                          | _                             | 5                             | 68                            | - US: 1,000           | Follow - Find You                   |
| Japonês |                                                                                   |                               |                               |                               |                       |                                     |
| 2017    | "Hero"                                                                            | —                             | —                             | 3                             | - JPN (DL): 69,713+   | Piece                               |
| 2017    | "Beautiful"                                                                       | —                             | —                             | 4                             | - JPN (DL): 68,218+   | Piece                               |
| 2018    | "Spotlight"                                                                       | —                             | —                             | 2                             | - JPN (DL): 71,528+   | Piece                               |
| 2018    | "Livin' It Up"                                                                    | —                             | —                             | 3                             | - JPN (DL): 86,118+   | Livin' It Up                        |
| 2019    | "Shoot Out"                                                                       | _                             | _                             | 2                             | - JPN: 158,089 (Phy.) | Phenomenon                          |
| 2019    | "Alligator"                                                                       | _                             | _                             | 2                             | - JPN: 170,292 (Phy.) | Phenomenon                          |
| 2020    | "Wish on the Same Sky"                                                            | _                             | _                             | _                             |                       | Wish on the Same Sky                |
|         | "—" significa que não foi encontrado informações ou não foi lançado em tal região |                               |                               |                               |                       |                                     |
| Inglês  |                                                                                   |                               |                               |                               |                       |                                     |
| 2019    | "Play It Cool" (with Steve Aoki)                                                  | _                             | _                             | _                             | _                     | Neon Future IV / Take.2 We Are Here |
| 2019    | "Who Do U Love?" (feat. French Montana)                                           | _                             | _                             | _                             | _                     | All About Luv                       |
| 2019    | "Love U"                                                                          | _                             | _                             | _                             | _                     | All About Luv                       |
| 2019    | "Someone's Someone"                                                               | _                             | _                             | _                             | _                     | All About Luv                       |
| 2019    | "Middle of the Night"                                                             | _                             | _                             | _                             | _                     | All About Luv                       |
| 2020    | "You Can't Hold My Heart"                                                         | _                             | _                             | _                             | _                     | All About Luv                       |

## Outras músicas que entraram nas paradas
| Ano                                                                                | Título                            | Melhores posições nas paradas | Melhores posições nas paradas | Vendas              | Álbum                 |
| Ano                                                                                | Título                            | KOR Gaon                      | US World                      | Vendas              | Álbum                 |
| ---------------------------------------------------------------------------------- | --------------------------------- | ----------------------------- | ----------------------------- | ------------------- | --------------------- |
| 2016                                                                               | "Ex Girl" (com Wheein de Mamamoo) | 118                           | —                             | - KOR (DL): 23,301+ | The Clan Part. 1 Lost |
| 2017                                                                               | "Gravity"                         | —                             | 7                             | —                   | Shine Forever         |
| 2017                                                                               | "From Zero"                       | _                             | 1                             | - US: 3,000         | The Code              |
| 2018                                                                               | "I Do Love U" (널하다)            | _                             | 5                             | _                   | Take.1 Are You There? |
| "—" significa que não foi encontrado informações ou não foi lançado em tal região. |                                   |                               |                               |                     |                       |

## Colaborações
| Ano  | Música                                                                                                  | Álbum          |
| ---- | --- | -------------- |
| 2015 | "Solfy" (com Sistar, Boyfriend, K.Will, Mad Clown, Junggigo, Joo Young, Yoo Seung Woo, Brother Su, EXY) | Single digital |
| 2016 | "Do Better" (com Cosmic Girls)                                                                          | Single digital |
| 2017 | "Christmas Day" (com alguns artistas da Starship Entertainment)                                         | Single digital |

## Participações em trilhas sonoras
| Ano  | Canção             | Album                                      | Artista(s)                               |
| ---- | ------------------ | ------------------------------------------ | ---------------------------------------- |
| 2015 | Attracted Woman    | Orange Marmalade OST                       | Kihyun e Jooheon (Monsta X)              |
| 2015 | One More Step      | She Was Pretty OST                         | Kihyun (Monsta X)                        |
| 2015 | Honestly           | High-End Crush OST                         | Monsta X                                 |
| 2016 | My Love            | Goodnight Teacher OST                      | Monsta X                                 |
| 2016 | The Tiger Moth     | Shopaholic Louis OST                       | Monsta X                                 |
| 2017 | Sun                | Great Ocean (Jogo para celular) OST        | Monsta X e Cosmic Girls                  |
| 2017 | I've Got a Feeling | Suspicious Partner OST                     | Kihyun (Monsta X)                        |
| 2018 | Can't Breathe      | Investigation Couple OST                   | Kihyun e Jooheon (Monsta X)              |
| 2018 | Love Virus         | What's Wrong with Secretary Kim OST        | Kihyun (Monsta X) e Seola (Cosmic Girls) |
| 2020 | Again Spring       | Meow the secret boy OST                    | Kihyun (Monsta X)                        |
| 2020 | Have a Goodnight   | She is My Type OST                         | Shownu e Minhyuk (Monsta X)              |
| 2020 | I´ll be There      | Tale of The Nine-Tailed OST                | Shownu (Monsta X)                        |
| 2020 | To Be With You     | Do Do Sol Sol La La Sol OST                | Kihyun (Monsta X)                        |
| 2021 | O.M.O.M            | Replay: The Moment                         | Kihyun (Monsta X)                        |
| 2021 | Picture            | Fly, Again                                 | Hyungwon (Monsta X)                      |
| 2022 | Is This Love       | After School Lessons for Unripe Apples OST | Kihyun (Monsta X)                        |
| 2022 | Fire               | Police Station Next to Fire Station OST    | Kihyun (Monsta X)                        |
| 2023 | Full Moon          | Tale Of The Nine-Tailed 1938 OST           | Kihyun (Monsta X)                        |